# (13995) Tõravere
(13995) Tõravere – planetoida z pasa głównego asteroid okrążająca Słońce w ciągu 3 lat i 274 dni w średniej odległości 2,41 j.a. Została odkryta 19 marca 1993 roku. Przed nadaniem nazwy planetoida nosiła oznaczenie tymczasowe (13995) 1993 FV16.